# Hyphaereon
Hyphaereon es un  género de coleópteros adéfagos de la familia Carabidae.

## Especies
Comprende las siguientes especies:
- Hyphaereon baehri N.Ito, 2004
- Hyphaereon borneensis N.Ito, 1990
- Hyphaereon celebensis Louwerens, 1951
- Hyphaereon consors (Bates, 1886)
- Hyphaereon cordens Darlington, 1968
- Hyphaereon drescheri (Andrewes, 1937)
- Hyphaereon hornianus (Schauberger, 1938)
- Hyphaereon laosensis N.Ito, 2004
- Hyphaereon lautulus Andrewes, 1929
- Hyphaereon lawrencei N.Ito, 1997
- Hyphaereon levis Darlington, 1968
- Hyphaereon limatus (Andrewes, 1937)
- Hyphaereon maculatus (Bates, 1886)
- Hyphaereon masumotoi (N.Ito, 1991)
- Hyphaereon pallidipes N.Ito, 2004
- Hyphaereon planipennis N.Ito, 2007
- Hyphaereon reflexus W.S.Macleay, 1825
- Hyphaereon shibatai (N.Ito, 1990)
- Hyphaereon splendens (N.Ito, 1997)
- Hyphaereon subviridipennis N.Ito, 2004
- Hyphaereon timidus Darlington, 1968
- Hyphaereon uenoi (N.Ito, 1995)
- Hyphaereon vittatus (Andrewes, 1926)